# جمعية طلبة شمال إفريقيا المسلمين
جمعية طلبة شمال أفريقيا المسلمين   هي جمعية تأسست في باريس في كانون الأول 1927، على يد طلبة تونسيون وجزائريون ومغاربة. برزت بأنشطتها الإصلاحية والثقافية والاجتماعية وبمواقفها الوطنية. 

## أهدافها
نص القانون الأساسي لجمعية طلبة شمال إفريقيا المسلمين على أنها ترمي إلى :
1. تمتين روابط المودة والتضامن، وذلك بإنشاء ناد ومكتبة وإصدار مجلة باللسانين العربي والفرنسي والقيام باجتماعات منظمة.
2. تشجيع شبان البلاد على اكتمال معلوماتهم بفرنسا.
3. تسهيل إقامتهم هناك بمنحهم إعانات وقروض شرف وتأسيس دار لسكناهم هناك".

## مكتبها
كان يسير جمعية طلبة شمال إفريقيا المسلمين مجلس إداري يجدد سنويا في شهر ديسمبر أثناء جلسة عامة، ويتركب من اثني عشر عضوا، ينتخبون من بينهم رئيسا ونائبا له وأمين مال وكاتبا عاما ونائبا له.
وقد ضم أول مجلس إداري العناصر التالية : سالم الشاذلي (تونس)، رئيسا، والطاهر صفر (تونس) خليفة له، وأحمد بن ميلاد (تونس) كاتبا عاما وأحمد بلافريج (المغرب) خليفة له، ومحمود العرابي (تونس) أمين مال ثم عوضه الشاذلي بن رمضان (تونس)، كما كان في عضوية هذا المجلس الطاهر الزاوش (تونس) ومحمد الفاسي (المغرب) ومحمد حسن الوازني (المغرب) وعمر العجيمي (تونس) ومحمد بن ساسي (تونس) وأحمد المشري (تونس). ومن بين الطلبة الجزائريين الذين سيساهمون في تسييرها : محمد بن الساعي، مالك بن نبي، إبراهيم بن عبد الله، أحمد فرنسيس...

## أعمالها الاجتماعية
قامت هذه الجمعية بتأسيس «لجنة قروض شرفية» وقد أسندت سنة 1929: 11 قرضا، وارتفع هذا العدد سنة 1931-1932 إلى 47 قرضا وفي السنة الموالية : 51 قرضا. وقد حصلت الجمعية على تلك الأموال من التبرعات التي جاءتها خاصة من تونس حيث وجدت الجمعية صدى كبيرا لها نتيجة ارتفاع عدد الطلبة التونسيين بالمقارنة مع الطلبة الجزائريين والمغاربة، حتى أن عدد الطلبة التونسيين بباريس خلال السنة 1931-1932 : 180 طالبا مقابل 35 جزائريا و15 مغربيا.
ولعل أهم ما قامت به هو أنها فتحت سنة 1931 مطعما طالبيا يقدم أكلات حلالا وبأسعار في متناول الطلبة. وقد استمر هذا المطعم في العمل إلى أواخر السبعينات. وكان يوجد بمقر الجمعية (115 شارع سان ميشال بباريس) وشكل مركزا ثقافيا واجتماعيا لمن يقصد العاصمة الفرنسية من سكان المغرب العربي من طلبة وقادة وطنيين وغيرهم.

## مؤتمراتها
وقامت الجمعية بدءا من سنة 1931 بتنظيم مؤتمرات تناولت فيها مسائل إصلاح التعليم بالبلدان الثلاثة. وقد انعقد أول تلك المؤتمرات في تونس (1931) والثاني بالجزائر (1932) والثالث بباريس (1933) والرابع بتونس من جديد (1934) والخامس بتلمسان (1935)، ولم تتمكن من عقد أي من مؤتمراتها بالمغرب الأقصى رغم محاولاتها لعقد المؤتمر الثالث والسادس.

## أبناؤها
في أحضان جمعية طلبة شمال إفريقيا المسلمين تلقى العديد من الوطنيين من البلدان الثلاثة تكوينهم السياسي، وبرز من بينهم في الثلاثينات خاصة الطاهر صفر وأحمد بن ميلاد وصالح بن يوسف وسليمان بن سليمان والصادق بوصفارة وعلي البلهوان وصلاح الدين بوشوشة والمنجي سليم والصادق المقدم والحبيب ثامر والهادي نويرة والهادي خفشة والطيب سليم بالنسبة لتونس، وأحمد بلافريج ومحمد الفاسي ومحمد حسن الوزاني ومحمد الخلطي وعبد القادر بن جلون وعبد الخالق الطريس وأحمد الوزاني وعمر بن عبد الجليل وعمر بنجلون ومحمد إبراهيم بن أحمد الكتاني بالنسبة للمغرب الأقصى، وإبراهيم بن عبد الله ومالك بن نبي وأحمد فرنسيس بالنسبة للجزائر. وجميعهم ساهم فيما بعد بفعالية في الحركات الوطنية وفي بناء الدولة الوطنية في بلدانهم.